# Amerila salomonis
Amerila salomonis är en fjärilsart som beskrevs av Rothschild 1910. Amerila salomonis ingår i släktet Amerila och familjen björnspinnare. Inga underarter finns listade i Catalogue of Life.